# Castromonte
Castromonte – gmina w Hiszpanii, w prowincji Valladolid, w Kastylii i León, o powierzchni 87,01 km². W 2011 roku gmina liczyła 358 mieszkańców.